# Blues Walk
| Recensione | Giudizio |
| ---------- | -------- |
| AllMusic   | [ 1 ]    |

Blues Walk è un album musicale di Lou Donaldson pubblicato dalla Blue Note Records nel gennaio del 1959.

## Tracce
Lato A
1. Blues Walk – 6:44 (Lou Donaldson)
2. Move – 5:54 (Denzil Best)
3. The Masquerade Is Over – 5:54 (Allie Wrubel, Herbert Magidson)

Lato B
1. Play Ray – 5:32 (Lou Donaldson)
2. Autumn Nocturne – 4:55 (Josef Myrow, Kim Gannon)
3. Callin' All Cats – 5:15 (Lou Donaldson)

## Musicisti
- Lou Donaldson - sassofono alto
- Herman Foster - pianoforte
- Peck Morrison - contrabbasso
- Dave Bailey - batteria
- Ray Barretto - congas